# Ahmet Tosun
Ahmet Tosun (* 10. Oktober 1964 in Erzincan, Türkei) ist Sommelier und ist in verschiedenen Bereichen der Weinbranche tätig – als Sommelier, Betreiber eines Weinfachhandels, als Mitglied fachlicher Gremien sowie als Produzent und Abfüller eigener Weine in mehreren europäischen Ländern.

## Biographie
Ahmet Tosun begann in den 1990er Jahren seine berufliche Laufbahn in der Weinbranche. Im Jahr 1999 gründete er im Bayerischen Viertel Berlins einen Wein- und Getränkefachhandel. Im Jahr 2010 absolvierte er dann eine Ausbildung an der Deutschen Wein- und Sommelierschule in Berlin und wurde zum ersten türkischen IHK-geprüften Sommelier in Berlin.

## Berufliches Leben und Tätigkeitsfelder
Tosun ist in mehreren Bereichen der Weinbranche aktiv. Er berät Kunden, organisiert Weinproben und -verkostungen und stellt ein Sortiment internationaler sowie türkischer Weine zusammen. Er dokumentierte Reisen durch Europa, Nordamerika und den Kaukasus um, unterschiedliche Weinbau- und Kellertechniken kennenzulernen auf Social-Media-Plattformen. Tosun bietet zudem Beratungen und Schulungen an. Er bildet Kellner aus und entwickelt individuelle Weinkarten für verschiedene Restaurants, um zur Professionalisierung der Gastronomie beizutragen. Inzwischen hat Tosun sein Geschäftsmodell um die Eigenproduktion und -abfüllung von Weinen erweitert. Er produziert und füllt seine Weine in Deutschland sowie in Österreich, Italien, Spanien und Frankreich ab.

## Medienpräsenz
Seine Tätigkeit als Sommelier und Weinfachhändler wurde in verschiedenen Fachmedien und Onlineformaten thematisiert. Neben einem interview in FOUR Magazine finden sich Beiträge zu seinen Weinverkostungen auf YouTube sowie Hinweise auf Social-Media-Kanälen. Presseberichte in Zeitungen und Onlineportalen bestätigen seine Präsenz in der deutschen und türkischen Weinbranche.